# Jubileo de platino
El jubileo de platino es una celebración que se lleva a cabo para conmemorar un aniversario. En el caso de las monarquías, suele celebrarse cuando se cumplen setenta años de reinado.
| Monarca                         | Fecha de coronación     | Celebración |
| ------------------------------- | ----------------------- | ----------- |
| Luis XIV de Francia             | 14 de mayo de 1643      | 1713        |
| Juan II de Liechtenstein        | 12 de noviembre de 1858 | 1928        |
| Sobhuza II de Suazilandia       | 10 de diciembre de 1899 | 1969        |
| Bhumibol Adulyadej de Tailandia | 9 de junio de 1946      | 2016        |
| Isabel II del Reino Unido       | 6 de febrero de 1952    | 2022        |

La monarca más reciente en celebrar un jubileo de platino es la reina Isabel II del Reino Unido y los demás reinos de la Mancomunidad de Naciones en junio de 2022. Las celebraciones se aplazaron desde de febrero, la fecha correspondiente de la coronación, hasta los festejos durante cuatro días, a partir del 2 de junio de 2022, tal como se anunció. Anteriormente, el último monarca en celebrar un jubileo de platino fue Bhumibol Adulyadej de Tailandia en 2016; que falleció poco después de que tuvieran lugar las celebraciones oficiales.
Un 75.º aniversario puede recibir el nombre de jubileo de diamante, aunque ese término es generalmente utilizado para referirse a un 60.º aniversario. El aniversario de cien años es llamado simplemente centenario.